# Baignes
Pour l’article homonyme, voir Baignes-Sainte-Radegonde.
Baignes est une commune française située dans le département de la Haute-Saône, en Franche-Comté, dans la région administrative Bourgogne-Franche-Comté.

## Géographie

### Communes limitrophes
|       | Clans               | Velle-le-Châtel          |
| Raze  | Baignes             |                          |
| Rosey | Mailley-et-Chazelot | Velleguindry-et-Levrecey |

### Hydrographie
La petite rivière La Baignotte qui se jette dans le Durgeon et lui-même dans la Saône, en rive gauche, y prend sa source.

### Climat
Pour des articles plus généraux, voir Climat de la Bourgogne-Franche-Comté et Climat de la Haute-Saône.
En 2010, le climat de la commune est de type climat de montagne, selon une étude du Centre national de la recherche scientifique s'appuyant sur une série de données couvrant la période 1971-2000. En 2020, Météo-France publie une typologie des climats de la France métropolitaine dans laquelle la commune est exposée à un climat semi-continental et est dans la région climatique  Lorraine, plateau de Langres, Morvan, caractérisée par un hiver rude (1,5 °C), des vents modérés et des brouillards fréquents en automne et hiver. 
Pour la période 1971-2000, la température annuelle moyenne est de 10,3 °C, avec une amplitude thermique annuelle de 17,3 °C. Le cumul annuel moyen de précipitations est de 1 075 mm, avec 13,2 jours de précipitations en janvier et 9,7 jours en juillet. Pour la période 1991-2020, la température moyenne annuelle observée sur la station météorologique de Météo-France la plus proche, « Vesoul Ville », sur la commune de Vesoul à 9 km à vol d'oiseau, est de 11,5 °C et le cumul annuel moyen de précipitations est de 1 007,7 mm. 
La température maximale relevée sur cette station est de 40,5 °C, atteinte le 25 juillet 2019 ; la température minimale est de −22,2 °C, atteinte le 16 janvier 1966,,. 
Les paramètres climatiques de la commune ont été estimés pour le milieu du siècle (2041-2070) selon différents scénarios d'émission de gaz à effet de serre à partir des nouvelles projections climatiques de référence DRIAS-2020. Ils sont consultables sur un site dédié publié par Météo-France en novembre 2022.

## Urbanisme

### Typologie
Au 1er janvier 2024, Baignes est catégorisée commune rurale à habitat dispersé, selon la nouvelle grille communale de densité à sept niveaux définie par l'Insee en 2022.
Elle est située hors unité urbaine. Par ailleurs la commune fait partie de l'aire d'attraction de Vesoul, dont elle est une commune de la couronne,. Cette aire, qui regroupe 158 communes, est catégorisée dans les aires de 50 000 à moins de 200 000 habitants,.

### Occupation des sols
L'occupation des sols de la commune, telle qu'elle ressort de la base de données européenne d’occupation biophysique des sols Corine Land Cover (CLC), est marquée par l'importance des territoires agricoles (55,2 % en 2018), une proportion identique à celle de 1990 (55,2 %). La répartition détaillée en 2018 est la suivante : 
forêts (44,8 %), zones agricoles hétérogènes (44,6 %), terres arables (9,2 %), prairies (1,4 %). L'évolution de l’occupation des sols de la commune et de ses infrastructures peut être observée sur les différentes représentations cartographiques du territoire : la carte de Cassini (XVIIIe siècle), la carte d'état-major (1820-1866) et les cartes ou photos aériennes de l'IGN pour la période actuelle (1950 à aujourd'hui).

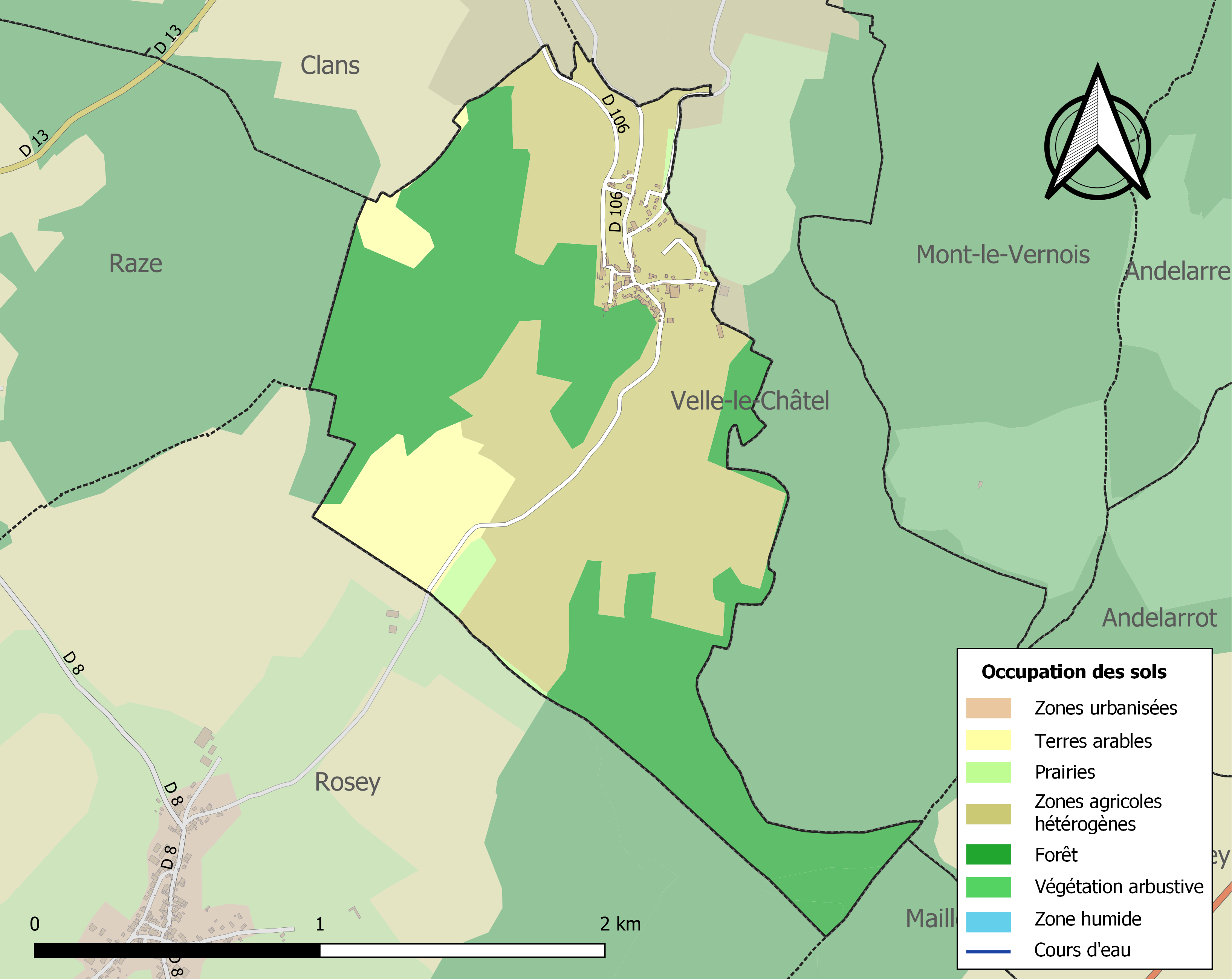
Carte des infrastructures et de l'occupation des sols de la commune en 2018 (CLC).

## Toponymie
Baignes doit son nom aux anciens bains situés au centre du village, alimentés par la source de la Font dont l'eau bouillonnante jaillit encore en période de crue, sortant d'un trou en forme d'entonnoir.

## Politique et administration

### Rattachements administratifs et électoraux
La commune fait partie de l'arrondissement de Vesoul du département de la Haute-Saône, en région Bourgogne-Franche-Comté. Pour l'élection des députés, elle dépend de la première circonscription de la Haute-Saône.
Elle fait partie depuis 1793 du canton de Scey-sur-Saône-et-Saint-Albin. Dans le cadre du redécoupage cantonal de 2014 en France, le territoire de ce canton s'est étendu de  17 à 46 communes.

### Intercommunalité
La commune est membre de la Communauté de communes des Combes, créée le 31 décembre 1994.

### Liste des maires
| Période                                  | Période  | Identité      | Étiquette | Qualité                                          |
| ---------------------------------------- | -------- | ------------- | --------- | ------------------------------------------------ |
| Les données manquantes sont à compléter. |          |               |           |                                                  |
| mars 2001                                | En cours | Denis Bourdon | LR        | Retraité agricole Réélu pour le mandat 2014-2020 |

## Population et société

### Démographie
L'évolution du nombre d'habitants est connue à travers les recensements de la population effectués dans la commune depuis 1793. Pour les communes de moins de 10 000 habitants, une enquête de recensement portant sur toute la population est réalisée tous les cinq ans, les populations de référence des années intermédiaires étant quant à elles estimées par interpolation ou extrapolation. Pour la commune, le premier recensement exhaustif entrant dans le cadre du nouveau dispositif a été réalisé en 2005.

En 2022, la commune comptait 99 habitants, en évolution de +1,02 % par rapport à 2016 (Haute-Saône : −1,4 %, France hors Mayotte : +2,11 %).
| 1793 | 1800 | 1806 | 1821 | 1831 | 1836 | 1841 | 1846 | 1851 |
| ---- | ---- | ---- | ---- | ---- | ---- | ---- | ---- | ---- |
| 223  | 158  | 144  | 240  | 250  | 260  | 248  | 233  | 248  |

| 1856 | 1861 | 1866 | 1872 | 1876 | 1881 | 1886 | 1891 | 1896 |
| ---- | ---- | ---- | ---- | ---- | ---- | ---- | ---- | ---- |
| 226  | 243  | 217  | 203  | 270  | 258  | 292  | 249  | 234  |

| 1901 | 1906 | 1911 | 1921 | 1926 | 1931 | 1936 | 1946 | 1954 |
| ---- | ---- | ---- | ---- | ---- | ---- | ---- | ---- | ---- |
| 193  | 235  | 233  | 224  | 227  | 162  | 158  | 187  | 143  |

| 1962 | 1968 | 1975 | 1982 | 1990 | 1999 | 2005 | 2006 | 2010 |
| ---- | ---- | ---- | ---- | ---- | ---- | ---- | ---- | ---- |
| 93   | 113  | 91   | 96   | 112  | 93   | 99   | 99   | 86   |

| 2015 | 2020 | 2022 | - | - | - | - | - | - |
| ---- | ---- | ---- | - | - | - | - | - | - |
| 95   | 109  | 99   | - | - | - | - | - | - |

### Manifestations culturelles et festivités
Depuis 2013 se tiennent en juillet les Fêtes du patrimoine industriel, dans le cadre du « Réseau Fête du Patrimoine Industriel » piloté par le musée du textile de Wesserling.

## Économie
L'activité industrielle de la forge-fonderie a cessé en 1961.

## Culture locale et patrimoine

### Lieux et monuments

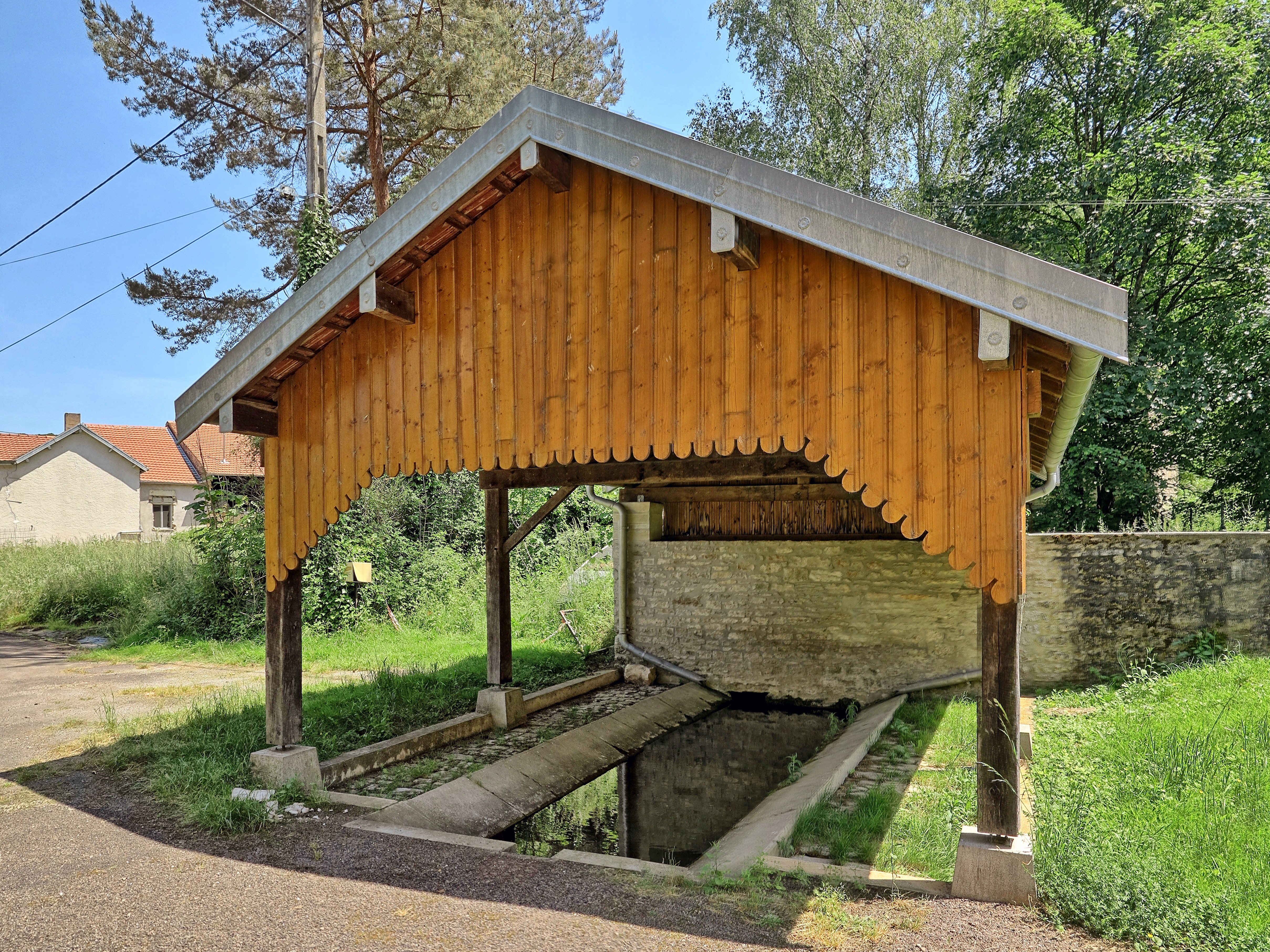
Le lavoir.

- L'ancienne forge-fonderie du XVIIIe siècle, inscrite aux monuments historiques[21],[22].
- Le lavoir.
- Lors de la fête du patrimoine industriel qui s'est tenue en juillet 2016 dans l'ancienne forge-fonderie a été inaugurée une sculpture de Jean-Michel Oudot, sculpteur sur fer à Maizières et réalisée par l’entreprise MBM de Saulx, avec 65 élèves impliqués et près de dix enseignants du lycée Luxembourg (filière chaudronnerie), rendant hommage aux ouvriers métallurgistes[23].
- Début 2017, la commune est « réputée sans clochers »[24].